# Karat (Album)
Karat ist das erste Musikalbum der deutschen Rockgruppe Karat aus dem Jahr 1978.

## Inhalt
Die Platte besteht zum größten Teil aus einzelnen Rundfunkproduktionen und nur teilweise aus Aufnahmen, die vom staatlichen Label Amiga eigens für das Album produziert wurden.
Die Platte wird als eher untypisch für Karat eingestuft, was unter anderem durch den Sänger Hans-Joachim „Neumi“ Neumann, der hier noch einige Titel sang, und der noch nicht klar definierten Stilrichtung der Gruppe erklärt werden kann. Viele Titel sind stilistisch noch dem Hardrock (und nicht dem für Karat eher typischen Prog-Rock) zuzuordnen, so unter anderem Das Monster, Rock-’n’-Roll-Fan und die Ballade von den sieben Geistern.
Mit Märchenzeit, Abendstimmung und vor allem König der Welt wies Karat jedoch schon darauf hin, welche musikalische Entwicklung sie später vollziehen sollten. Der Titel König der Welt stand im Jahre 1978 als erster Karat-Titel auf Platz 1 der DDR-Hitliste, gefolgt von dem ebenfalls von Karat stammenden berühmten Lied Über sieben Brücken mußt Du geh’n, das den zweiten Platz erreichte.
Als Singles wurden die Titel Das Monster und Abendstimmung in der DDR und König der Welt und Reggae Rita Star in der Bundesrepublik Deutschland ausgekoppelt. Das Album selbst erschien in Gänze nur in der DDR. 1983 wurden nachträglich vier Songs aus Karat auf einer Super-Sound-Single von Teldec in der Bundesrepublik Deutschland veröffentlicht (Und ich liebe Dich, Abendstimmung, Märchenzeit und He, Manuela).
Das Debüt-Album von Karat verkaufte sich in der DDR und anderen sozialistischen Ländern etwa 350.000 Mal.
1994 erschien das Album unter dem Namen „Karat 1“ als CD in der Reihe „Original Amiga Masters“. Diese CD enthält zusätzlich die Bonustitel Mein Dorf (Pexa/Gerlach), Leute, welch ein Tag (Pexa/Gerlach), Erna (Protzmann/Gerlach), Draußen im Kornfeld (Swillms/Lasch) und Such ein Zimmer (Pexa/Lasch).

## Besetzung
- Hans-Joachim „Neumi“ Neumann (Gesang)
- Herbert Dreilich (Gitarre, Gesang)
- Ulrich „Ed“ Swillms (Keyboards)
- Bernd Römer (Gitarre)
- Michael Schwandt (Schlagzeug)
- Henning Protzmann (Bassgitarre, Gesang)

## Titelliste
1. Das Monster (Swillms/Lasch) (4:40)
2. Märchenzeit (Swillms/Demmler) (3:50)
3. Die Burg (Swillms/Lasch) (4:15)
4. Reggae Rita Star (Swillms/Dreilich) (3:15)
5. König der Welt (Swillms/Demmler) (5:35)
6. Rock-’n’-Roll-Fan (Swillms/Dreilich) (3:45)
7. Und ich liebe Dich (Dreilich/Dreilich) (3:50)
8. Ballade von den sieben Geistern (Swillms/Lasch) (5:00)
9. He, Manuela (Swillms, Dreilich/Dreilich) (4:25)
10. Abendstimmung (Swillms/Lasch) (4:55)